# Phlaeobella rufipes
Phlaeobella rufipes är en insektsart som beskrevs av Willy Adolf Theodor Ramme 1941. Phlaeobella rufipes ingår i släktet Phlaeobella och familjen gräshoppor. Inga underarter finns listade i Catalogue of Life.